# Jacques de Forbin-Janson
Pour les articles homonymes, voir Forbin.
Pour les autres membres de la famille, voir Maison de Forbin.
Jacques de Forbin-Janson (né à Paris vers 1680 Paris, mort à Arles le 13 janvier 1741) est un homme d'Église français. Il est archevêque d'Arles de 1711 à sa mort en 1741. Représentant de l’orthodoxie papale (ultramontain), il combat vigoureusement le jansénisme.

## Biographie

### Origines et premières années
Jacques de Forbin-Janson appartient à la Maison de Forbin. Il est le neveu de Toussaint de Forbin-Janson, archevêque de Marseille et cardinal. Chanoine et grand vicaire de l'église de Beauvais, Jacques de Forbin-Janson reçoit du Roi la commende de Saint-Valéry le 26 mars 1701.

### L'archevêque d'Arles
Il est nommé archevêque d'Arles par Louis XIV le jour de Pâques 1711; il en est le pasteur jusqu'en 1741, année de sa mort.

#### Un archevêque ultramontain
L'archevêque reçoit les têtes couronnées de passage  à Arles au palais archiépiscopal, comme le 2 novembre 1714, lors de la visite de la nouvelle reine d'Espagne, Elisabeth Farnèse, et de sa suite.

Mais à côté de ce rôle protocolaire, Mgr de Forbin De Janson s'implique vivement dans la crise du jansénisme avec un comportement qui ne soulève pas l'entière adhésion de ses contemporains, qui émettent des jugements peu flatteurs : 

« Mgr de Forbin De Janson réputé comme vivace, brut de décoffrage et borné, ne bénéficie pas de jugements sûrs. »

Représentant de l’orthodoxie, il est en butte, comme beaucoup de ses collègues du territoire de France et en Provence, contre ce mouvement puissant accepté par certaines congrégations religieuses (les Oratoriens par exemple). L’archevêque se heurte notamment au chanoine et sacristain de Saint-Trophime, dont à la mort lors de l’épidémie de peste de 1720-1721, il fera saisir les livres par arrêt du parlement.
Il argumente aussi en vers avec les parlementaires jansénistes d’Aix. Dès la publication de la bulle « Unigenitus » (publiée ubi et orbi le 8 septembre 1713) , Jacques II de Forbin-Janson demande à son clergé une soumission totale à cette Bulle. Il demande également à ses sujets laïcs, respect et obéissance absolue à la religion apostolique et romaine. On le voit entre 1718 et 1720 sur les collines du Mouleyres exorciser les poux et les sauterelles dans lesquels il croit voir l'intervention du Jansénisme. Lors de l’épidémie de peste de 1720-1721, il profite dans un premier temps de cette catastrophe en appelant « la vengeance du tout puissant sur tous ceux qui ont le tort de ne pas se conformer aux prescriptions de la bulle « Unigenitus »,  c’est-à-dire sur tous ceux qui, de près ou de loin, ont adopté les théories Jansénistes. 
Or, le gouvernement, alors en délicatesse avec le Souverain Pontife, goûte peu ces sentiments ultramontains. Le mandement archiépiscopal est dénoncé et un arrêt du Conseil d’État, en date du 31 décembre 1720, prononce sa suppression.
Jacques de Forbin-Janson sera toutefois exilé en 1732, dans son abbaye de Saint-Valéry, pour avoir soutenu un mandement contraire aux libertés de l’Église gallicane.

#### Le pasteur
Forbin-Janson n’insiste pas davantage et a le bon sens de comprendre que le moment est mal choisi pour entamer une polémique. Dès lors il préfère se renfermer dans les devoirs de sa charge. Il la remplit avec tant de dévouement qu’il mérite par ses éminents services l’estime et la reconnaissance générale. Il intervint notamment en juin 1721 pour calmer une émeute populaire qui menace le consul Arlatan.
Dans son Diocèse il se manifeste à de nombreuses reprises. En 1719 il fait  instruire et condamner le curé de Notre-Dame-de-la-Mer, Garcin. Il effectue également des visites pastorales : dans cette  dernière paroisse  entre le 24 mai et le 8 juin 1719, à Fos en mai 1736 et à Martigues en octobre 1740. En octobre 1730, lorsque la ville ressent un séisme assez violent, il ordonne des prières.
Il meurt dans la cité d'Arles en 1741, le 13 janvier d'après les listes épiscopales, ou le 14 d'après l'historien arlésien Émile Fassin.

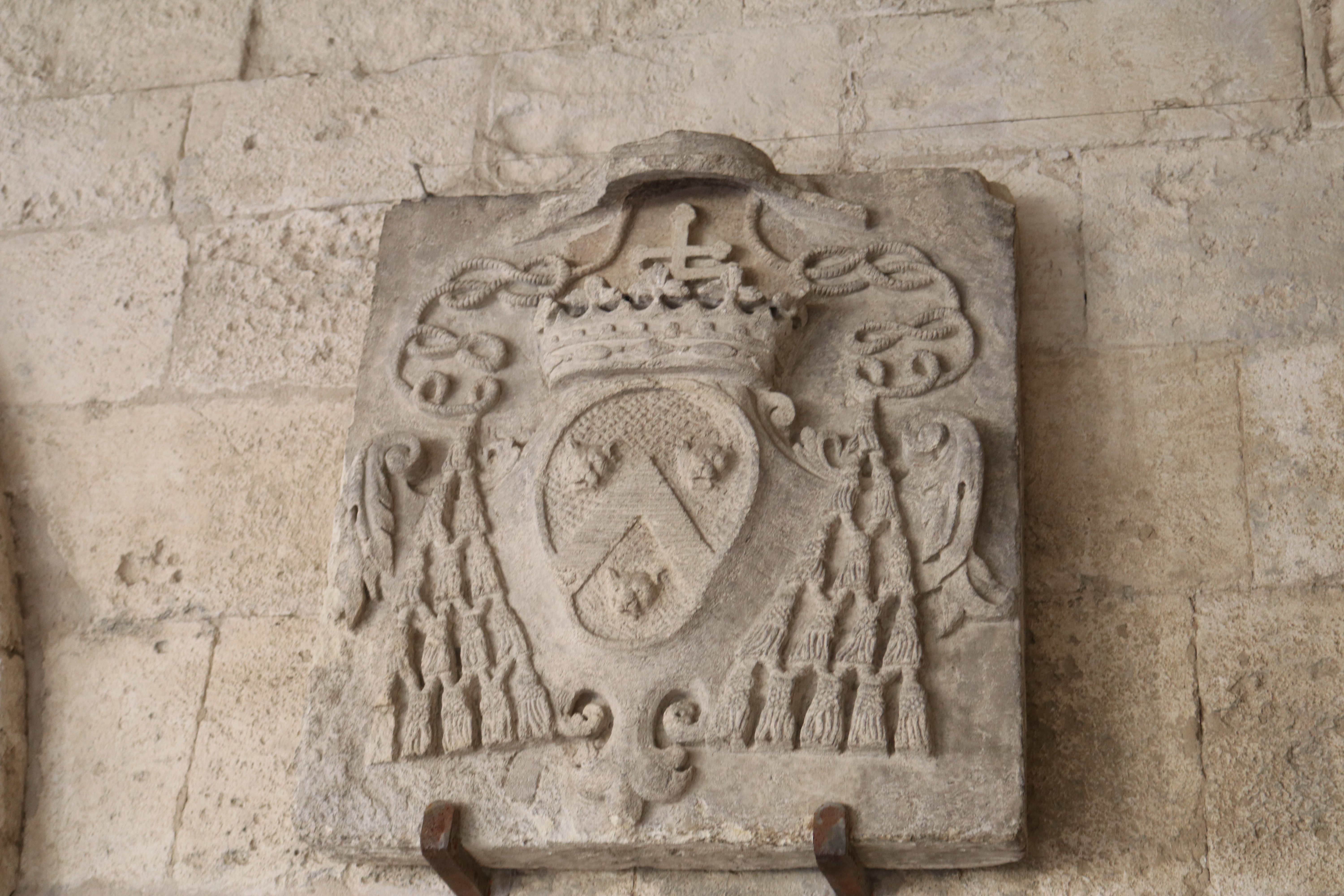
Les armoiries de l'archevêque dans le cloître de Saint-Trophime à Arles.

### Sources
- La peste de 1720 à Marseille et en France : d'après des documents inédits.... - Gaffarel, Paul (1843-1920) - Perrin & Cie 1911  / (accessible sur Gallica).